# Санта-Круз (округ, Калифорния)
Санта-Круз, также Са́нта-Крус (англ. Santa Cruz County) — округ на западе центральной части штата Калифорния, США. Население округа по данным переписи 2010 года составляет 262 382 человека. Административный центр — город Санта-Круз.

## История
Округ был образован в 1850 году, непосредственно при создании штата Калифорния.

## География
Общая площадь округа равняется 1570 км², из которых 1150 км² составляет суша и 420 км² (26,7 %) — водные поверхности. Округ протянулся между побережьем Тихого океана и гребнем горного хребта Санта-Круз, его средняя ширина составляет около 16 км. Граничит с округом Сан-Матео (на севере), округом Санта-Клара (на востоке), округом Сан-Бенито (на юго-востоке) и округом Монтерей (на юге).

## Население
По данным переписи 2000 года, население округа составляет 255 602 человека. Плотность населения равняется 222 чел/км².
Из 91 139 домохозяйств 31,9 % имеют детей в возрасте до 18 лет, 48,0 % являются супружескими парами, проживающими вместе, 10,2 % являются женщинами, проживающими без мужей, а 37,3 % не имеют семьи. 25,1 % всех домохозяйств состоят из отдельно проживающих лиц, в 8,2 % домохозяйств проживают одинокие люди в возрасте 65 лет и старше. Средний размер домохозяйства составил 2,71, а средний размер семьи — 3,25.
В округе проживает 23,8 % населения в возрасте до 18 лет; 11,9 % от 18 до 24 лет; 30,8 % от 25 до 44 лет; 23,5 % от 45 до 64 лет и 10,0 % в возрасте 65 лет и старше. Средний возраст населения — 35 лет. На каждые 100 женщин приходится 99,7 мужчин. На каждые 100 женщин в возрасте 18 лет и старше приходится 97,8 мужчин.
Средний доход на домашнее хозяйство составил $53 998, а средний доход на семью $61 941. Доход на душу населения равен $26 396.
Динамика численности населения по годам:
| 1950   | 1960   | 1970    | 1980    | 1990    | 2000    | 2010    |
| ------ | ------ | ------- | ------- | ------- | ------- | ------- |
| 66 534 | 84 219 | 123 790 | 188 141 | 229 734 | 255 602 | 262 382 |